# RCRアルキテクタス

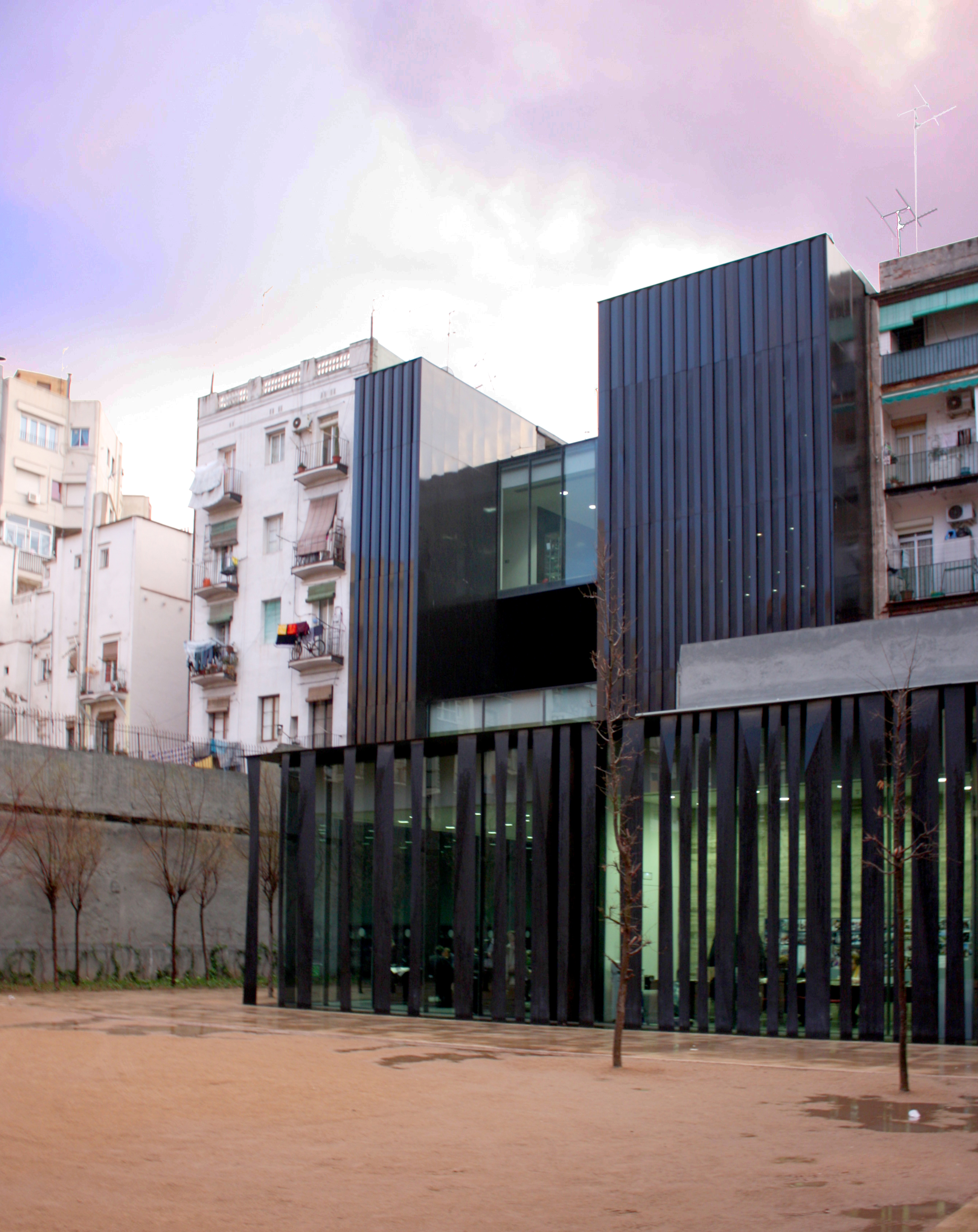
RCRアルキテクタスが制作した、バルセロナ、サンタントニ図書館の外観。

RCRアルキテクタス（カタルーニャ語: RCR Arquitectes）はカタルーニャ人の建築家集団の一つ。1988年にジローナ県オロットで、ラファエル・アランダ (Rafael Aranda)、カルマ・ピジェム (Carme Pigem)、ラモン・ビラルタ (Ramon Vilalta) により創設された。RCRは3人の名前の頭文字をとったものである。2017年にはプリツカー賞を受賞した。授賞式は2017年5月20日、東京の迎賓館赤坂離宮にて行われた。
3人は1961年前後にジローナ県で生まれ（Aranda と Pigem はオロット、Vilalta はビック出身。）、同じ年（1987年）にバレス建築専門校を卒業する。卒業後に3人が活動の根拠を置いたのは、バルセロナのような都市ではなく、故郷のオロットであった。以後、彼らは、プリツカー賞審査員の言葉を借りて表現するならば、「30年間にわたって地方にベースを置きながらも、身近なエリアを越えたインパクトを与える制作活動を続けた」。

## 地方の価値観
キャリアの初期には、日本の長崎、西海橋の商業施設のコンペに参加し優勝している（1989年）。また、フランスにおける代表建築作品は、ロデーズの「スラージュ美術館」（2008年設計、2014年5月30日開館、Gilles Trégouët との共作） や、ネグルプリスの「ラ・キュイジーヌ」（2009年設計、2014年6月14日開業）などがある。しかし、RCRのキャリアの中心は、スペイン、それも地元カタルーニャの狭い地域にある。彼らが始めてミース・ファン・デル・ローエ賞にノミネート（2001年）された作品は、やはりジローナ県のリウダウラの文化レクリエーションセンターであった。RCRがプリツカー賞に値すると評価された理由の一つは、彼らが地方の価値観と国際的な価値観の両立の可能性を示唆したことにあった。RCRは2017年現在までに、文化的な施設や教育施設を公共／私設を問わず設計してきたが、プリツカー賞の審査員によると、彼らは、建築が各々の土地のコンテクストに沿ったものとなるように、その土地と空間が語りかけるものにコミットメントしてきた、という。
2000年にRCRは、オロットの公営陸上競技場（Estadio de Atletismo Tussols-Basil）を設計した（照明塔や着替え室などがある建物も含む）。RCRは、陸上競技場が移設される前にあったオークの森を切り開くのではなく、連続する森と島状の森との間を縫って400メートルトラックが走るよう注意深くトラックを配置することにより、森とトラックとの間の関係性を創造した。

Estadio de Atletismo Tussols-Basil por RCR Arquitectes
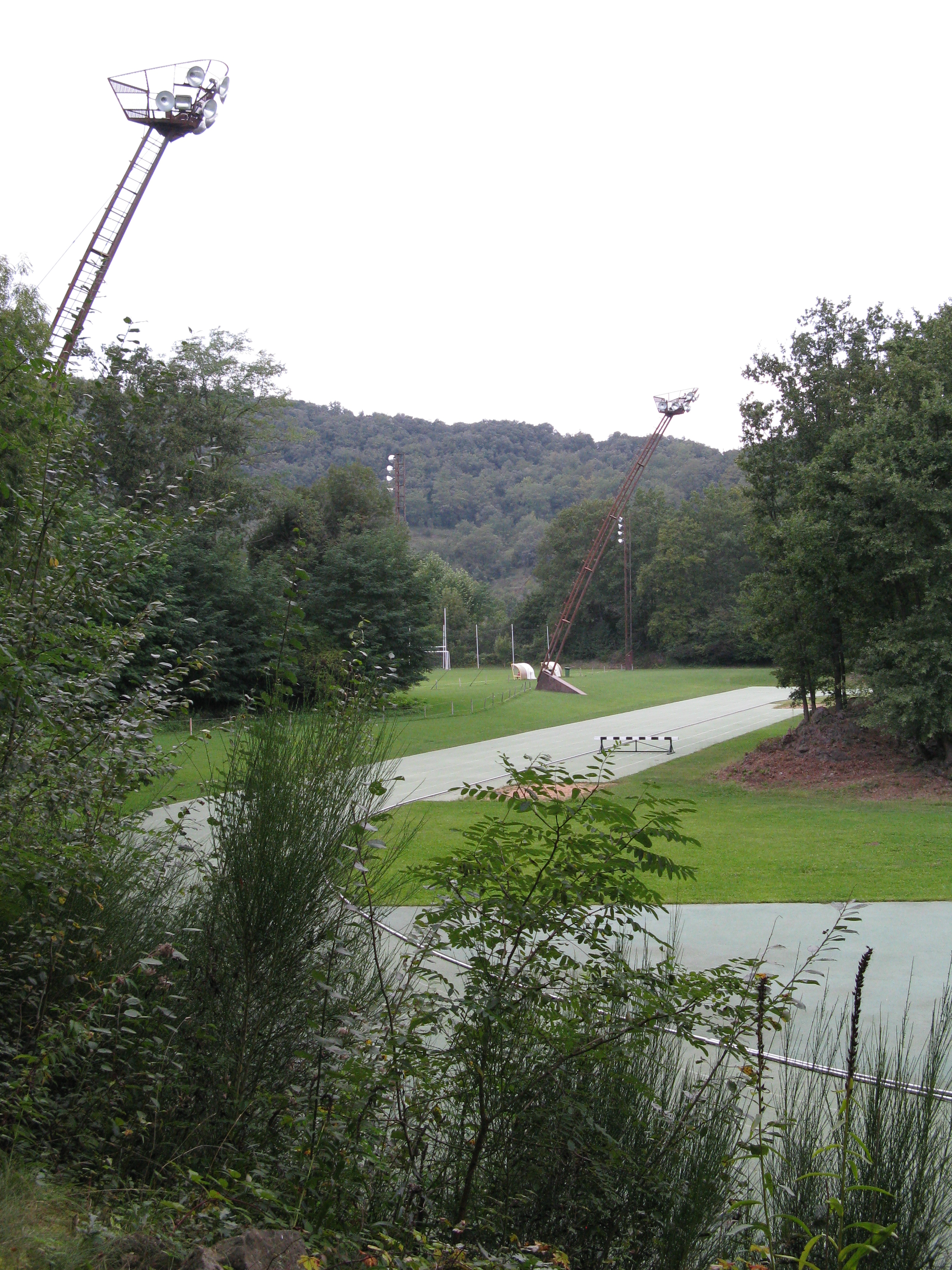
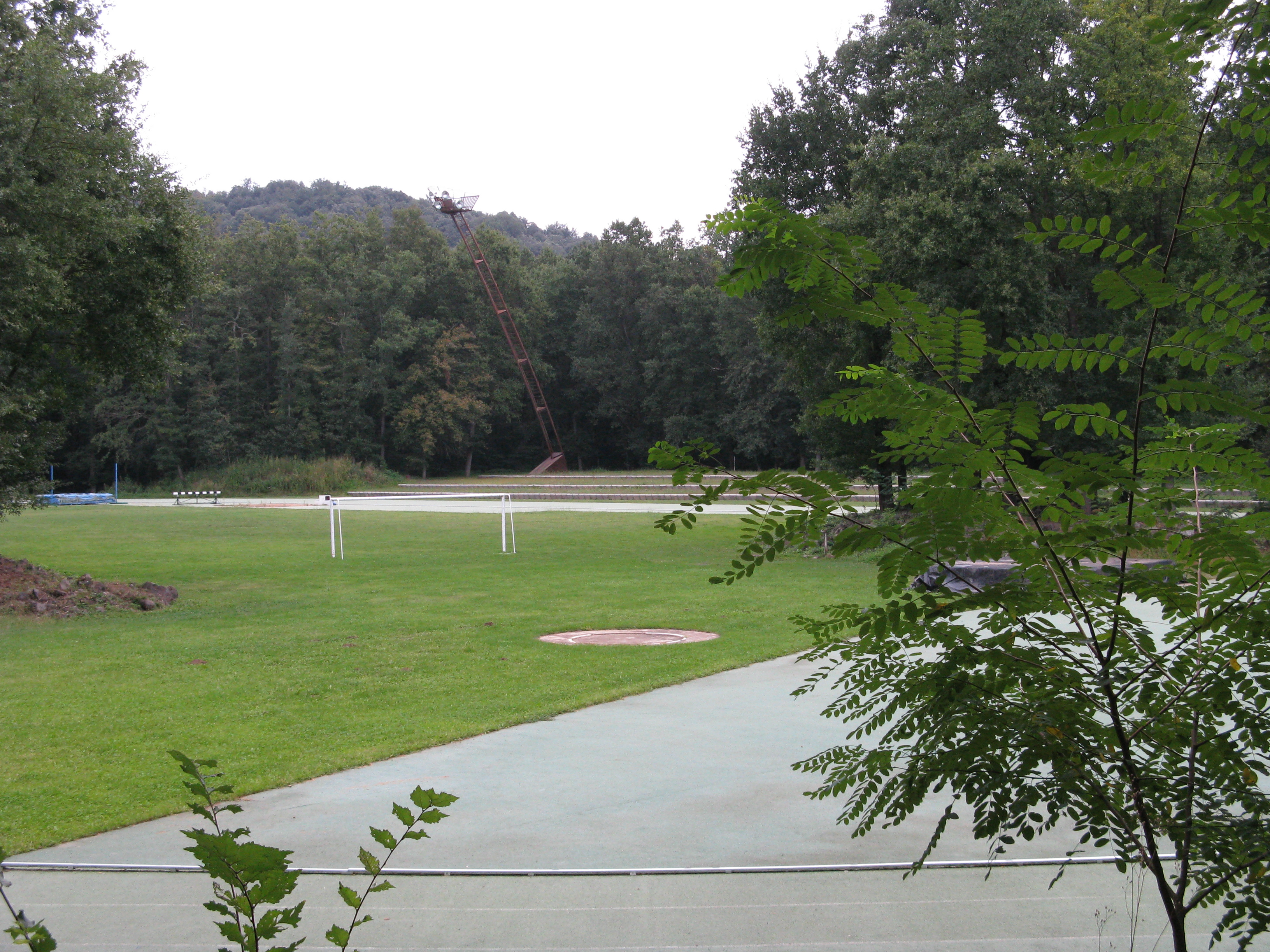
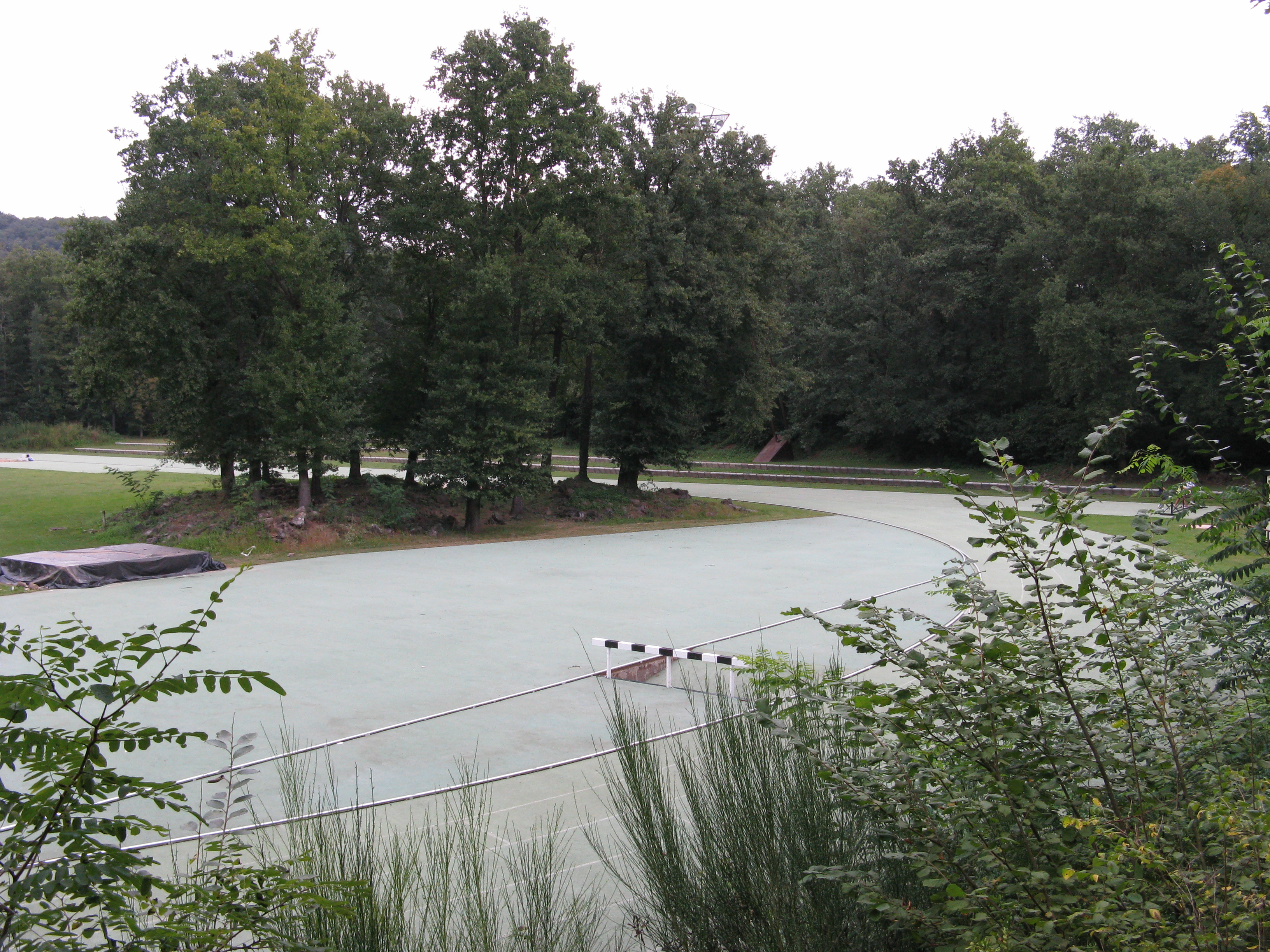
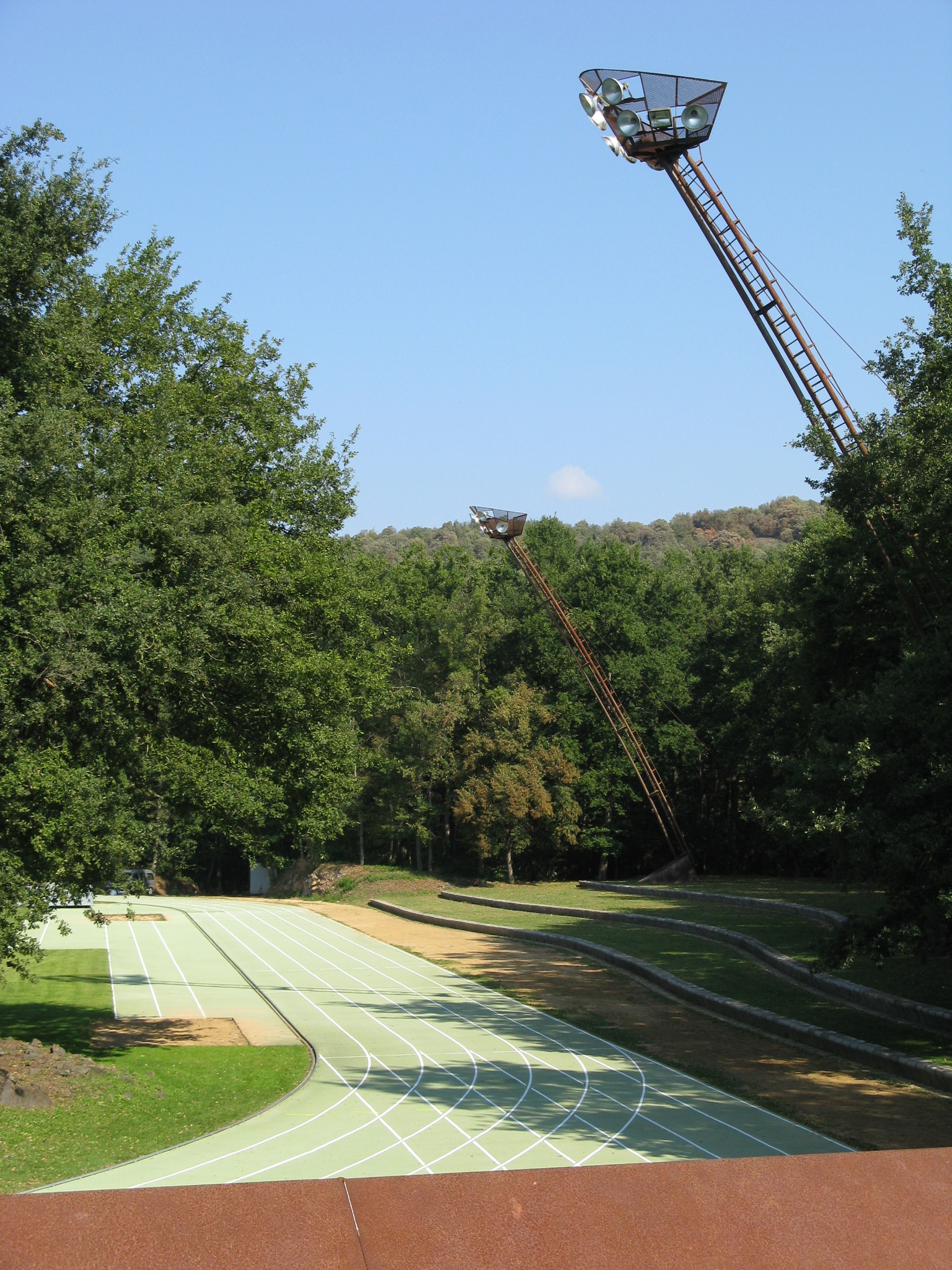
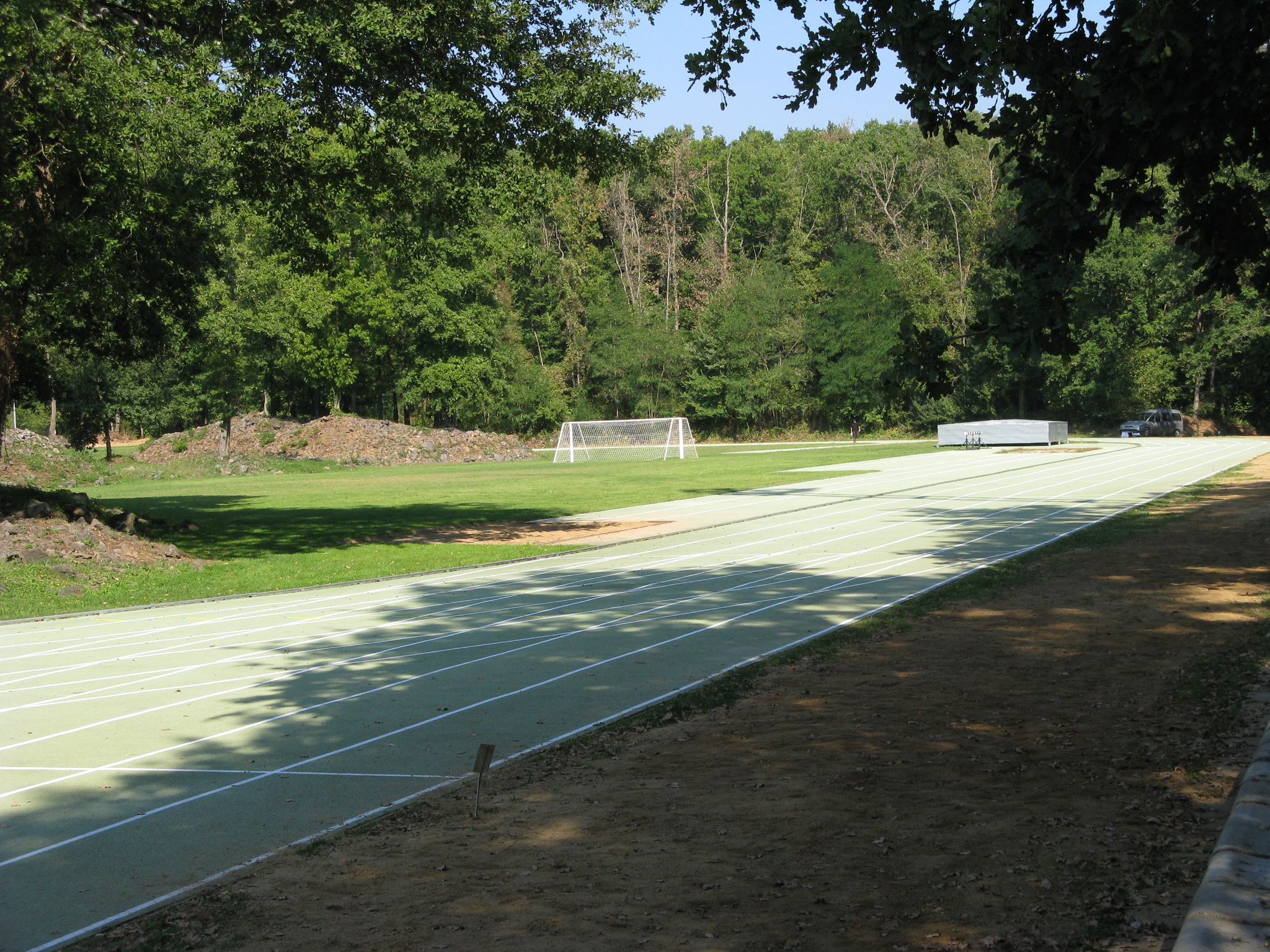
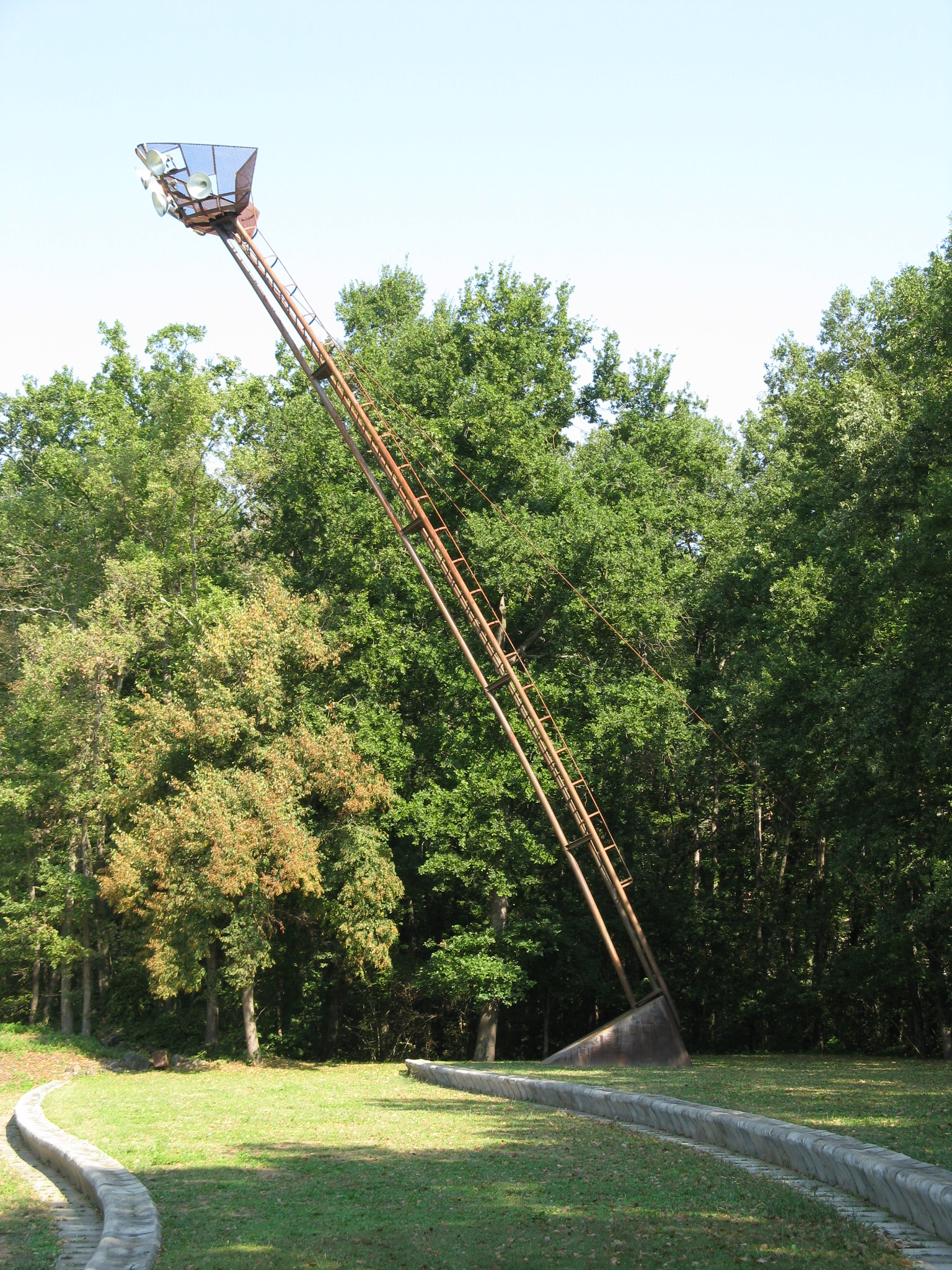

RCRの作品「オロットの陸上競技場」やその設備のデザインは、2000年にカタルーニャ州の建築に関連する賞（Prix FAD）を受賞し、2003年にはミース・ファン・デル・ローエ賞の最終選考にも残った。バルセロナの建築批評家ジュゼップ・マリア・モンタネリ・マルトレルは、この陸上競技場について、RCRが古代オリンピアで行われていた競技の清々しさや素朴さを再創造し、スポーツをする場所の原点が森の開けたところにあったということを再認識させたと評した。RCRが建築作品を通して示した抽象的な環境との関連性は、時間を超越する幾何学と有機物の多様性とによって導き出されたものであり、禅思想のエッセンスであると論評されたこともある。